# Carlos Machado (naturalista)
Carlos Maria Gomes Machado (Ponta Delgada, 4 de Novembro de 1828 — Ponta Delgada, 22 de Abril de 1901) foi um médico, naturalista, professor liceal, reitor do Liceu Nacional de Ponta Delgada e governador civil do Distrito de Ponta Delgada. Foi o fundador do Museu Açoreano, decano dos museus açorianos, instituição que desde 1914 se denomina, em sua homenagem, Museu Carlos Machado.

## Biografia
Licenciou-se em Medicina na Universidade de Coimbra, mas nunca exerceria a profissão, optando pelo ensino e pela investigação botânica.
Terminado o seu curso integrou uma comissão encarregada de recolher espécimes botânicos para os herbários da Universidade de Coimbra, tendo nessas funções realizado diversas excursões em Portugal. Entre 1866 e 1869 publicou uma lista, embora incompleta, das espécies recolhidas. 
Fixou-se em Coimbra, em cujo Liceu ensinou Matemática e Ciências da Natureza, aí permanecendo até 1873, ano em que conseguiu colocação no Liceu Nacional de Ponta Delgada. Fez toda a sua carreira profissional como professor de Ciências Naturais do ensino secundário naquele Liceu, do qual foi por diversas vezes reitor (1875-1879; 1881-1886; 1894; 1900).
Foi um professor inovador, procurando interessar os seus alunos pelo estudo da História Natural, razão pela qual criou no Liceu de Ponta Delgada um gabinete de História Natural com o qual fomentou o ensino experimental das ciências naturais e o ensino acompanhado por excursões a lugares com interesse geológico e botânico e a herborização, a taxidermia e a colecta de amostras de minerais e rochas. Com esse objectivo, organizou a partir de 1876 um pequeno museu junto do gabinete de Ciências Naturais, inaugurado em 1880, embrião das colecções de história natural do actual Museu Carlos Machado.
A sua acção como naturalista serviu de apoio local a múltiplas expedições científicas que visitaram os Açores e permitiu a permuta de exemplares com as principais instituições científicas e naturalistas da época. Foi homenageado com a dedicatória de alguns nomes de espécies biológicas. Em Julho de 1877 foi eleito membro da Real Sociedad Española de Historia Natural, apresentado por Miguel Colmeiro e Penido.
Também se interessou pela naturalização de espécies e pela jardinagem, tendo colaborado com António Borges da Câmara Medeiros na construção do Jardim da Lombinha dos Cães, o actual Jardim António Borges da cidade de Ponta Delgada.
Também teve importante actividade política, sendo membro destacado do Partido Regenerador e um dos seus líderes na ilha de São Miguel. Desempenhou diversas funções políticas, com destaque para o cargo de governador civil do Distrito de Ponta Delgada (1890-1892) e para as funções de procurador à Junta Geral, a primeira do regime autonómico que se seguiu ao Decreto de 2 de Março de 1895, sendo eleito pela vila da Povoação (1896-1898). 
Foi condecorado com a comenda da Ordem de São Tiago da Espada.
Casou com Matilde Eufémia Damásio de Freitas.

## A criação do Museu Açoreano
Carlos Maria Gomes Machado, então reitor do Liceu Nacional de Ponta Delgada e professor da disciplina de Introdução à História Natural, teve um papel determinante na fundação de um Museu de História Natural na cidade de Ponta Delgada, a primeira iniciativa desta natureza a ser levada a cabo nos Açores. As primeiras colecções foram reunidas a partir de 1876, quando Carlos Machado decide criar, inicialmente para apoio à sua disciplina, um laboratório zoológico e mineralógico que servisse, também, de local de estudo e investigação das espécies açorianas.
Organizado ainda sob o espírito oitocentista de criação de gabinetes zoológicos, botânicos e mineralógicos, as colecções que deram origem ao actual departamento de História Natural do Museu Carlos Machado, ganharam foram progressivamente enriquecidas e aquele que inicialmente era um museu escolar foi-se progressivamente autonomizando e abrindo à ilha e à comunidade científica internacional.
Este desenvolvimento reflectiu a mentalidade científica do século XIX e o grande interesse pelas ilhas então demonstrado pelos naturalistas, muito influenciado pela divulgação da teoria da evolução das espécies de Charles Darwin, a prova da qual colocava inicialmente grande ênfase no estudo da especiação em ambientes insulares isolados. Outros factores determinantes para o êxito do projecto foram as campanhas oceanográficas do príncipe Alberto I do Mónaco e do rei D. Carlos I de Portugal, que tiveram amplo eco local, associadas ao aparecimento de uma elite culta e endinheirada na ilha de São Miguel, resultante do próspero comércio da laranja.
Em resultado da iniciativa de Carlos Machado, a 10 de Junho de 1880, por ocasião das celebrações do tricentenário da morte de Camões, foi inaugurado o então denominado Museu Açoreano, expondo diversas colecções de Ciências Naturais, nomeadamente, Zoologia, Botânica, Geologia e Mineralogia, com espécimes maioritariamente oriundas do arquipélago dos Açores e hoje consideradas históricas. O Museu Açoriano ficou instalado no extinto Convento de Nossa Senhora da Graça, que também albergava o Liceu
O património inicial do Museu, essencialmente constituído pela colecção pessoal de Carlos Machado e por aquisições feitas para o Liceu, foi sendo enriquecido com o apoio de vários membros da elite micaelense, entre os quais António Borges de Medeiros Dias da Câmara e Sousa (1.º marquês da Praia e Monforte), o naturalista Francisco de Arruda Furtado, o Dr. Bruno Tavares Carreiro, o coronel Francisco Afonso Chaves e Jacinto da Silveira Gago da Câmara (2.º conde de Fonte Bela). Deve-se a este último a oferta da colecção de Etnografia Africana e o apoio financeiro que permitiu suportar as despesas com a deslocação de Manuel António de Vasconcelos a Lisboa, onde cursou taxidermia.
O Museu também conseguiu o apoio entusiástico de muitos naturalistas amadores de outras ilhas dos Açores e de vários membros destacados da comunidade científica internacional.
Ao longo dos seus anos iniciais a instituição viu aumentado o seu património, não apenas através de aquisições, mas também mediante importantes doações e legados. Em resultado, o espólio do museu foi distribuído por diversos espaços do Convento da Graça de Ponta Delgada, onde estava instalado o Liceu e se encontravam os exemplares de Zoologia e Etnografia, e um edifício da Alameda de D. Pedro IV, no Relvão, onde foram expostas as colecções de Pintura, Botânica, Mineralogia, Geologia e a Biblioteca.
O Museu Açoreano viveu até 1886 de um subsídio cedido pela Junta Geral do Distrito, e de outro anual doado por Jacinto Inácio Rodrigues da Silveira, o 1.º barão da Fonte Bela. A 25 de Outubro de 1890 o Museu passou a estar dependente do Município de Ponta Delgada, denominando-se a partir de 1914 Museu Carlos Machado, em homenagem ao seu fundador.

## Obras publicadas
- "Catálogo metódico das plantas observadas em Portugal". Jornal de Ciências Matemáticas, Físicas e Naturais, (1), 1, 1: 26-36 [1866]; 1, 2: 113-128 [1867]; 1, 4: 292-306 [1867]; 2, 5: 19-37 [1868]; 2, 6: 101-119 [1869].